# جورج تي أندرسون
جورج تي أندرسون (بالإنجليزية: George T. Anderson)‏ هو عسكري أمريكي، ولد في 3 فبراير 1824 في كوفينغتون في الولايات المتحدة، وتوفي في 4 أبريل 1901 في أننيستون في الولايات المتحدة.